# Dorothy Malone
Dorothy Malone (n. 30 ianuarie 1924, Chicago, Illinois, SUA – d. 19 ianuarie 2018, Dallas, Texas, SUA) a fost o actriță americană de film.

## Legături externe
- Dorothy Malone la Internet Movie Database
- Dorothy Malone la TCM Movie Database
- Campbell, Alexander (7 septembrie 1959). „The Farcical Finish of a Famous Old Ship”. Life. pp. 86–99. (on shooting The Last Voyage)
- Dorothy Malone photo gallery
- Dorothy Malone at AllMovie.com
- Dorothy Malone Arhivat în 23 iunie 2021, la Wayback Machine.(Aveleyman)